# Мыслепреступление
Мыслепреступле́ние, преступмы́сль, или криводу́м (англ. thoughtcrime) — вид преступления, описанный в романе Джорджа Оруэлла «1984». Самое тяжкое преступление в тоталитарном государстве Океания. Под это понятие попадает любая неосторожная мысль члена ангсоца, любой неосторожный жест или слово. Неправильное, с точки зрения идеологии правящей партии, выражение лица также является разновидностью мыслепреступления — лицепреступлением. Борьбой с мыслепреступниками в Океании занималась специальная репрессивная организация — полиция мыслей, допросы обвиняемых проходили в министерстве любви. Для обнаружения подозреваемых использовалась слежка, которую вели за гражданами агенты полиции мыслей и добровольцы (в том числе — ближайшие родственники мыслепреступников), а также специальное техническое устройство, установленное в доме каждого члена партии — телекран.
Основная функция полиции мыслей — доказать нарушителю, что он был неправ. Мыслепреступник подвергался изощрённым пыткам и допросам, целью которых было изменение сознания обвиняемого, внушения ему веры в партийные догмы. После такой обработки человек начинал искренне верить в правоту ангсоца, в величие Старшего Брата, признавал свои прежние взгляды ошибочными. Некоторые раскаявшиеся мыслепреступники отпускались на свободу для того, чтобы потом, спустя некоторое время, быть снова схваченными полицией мыслей.
В своём дневнике Уинстон Смит так характеризует мыслепреступление:
Мыслепреступление не влечет за собой смерть:
мыслепреступление ЕСТЬ смерть
Любовь в описанном Оруэллом мире (будь то любовь к родителям, детям, мужу или жене, мужчине или женщине) также является мыслепреступлением.
Появившийся в романе «1984» термин мыслепреступление (наряду с образом большого брата, двоемыслием и новоязом) стали широко известными и используемыми вне контекста конкретной антиутопии.